# Anisopteromalus
Anisopteromalus ist eine Hautflüglergattung in der Familie Pteromalidae. Das Taxon geht auf den österreichischen Entomologen Franz Ruschka im Jahr 1912 zurück. Typusart ist Anisopteromalus mollis Ruschka, 1912. Diese wurde später von Graham (1969) mit Anisopteromalus calandrae (Howard, 1881) synonymisiert. Die Gattung Anisopteromalus wird der Tribus Pteromalini innerhalb der Unterfamilie Pteromalinae zugeordnet.

## Taxonomie
Bei einer Revision von Baur et al. (2014) wurden aufgrund morphologischer und molekularbiologischer Studien mehrere Arten, die bis dahin der Gattung Anisopteromalus zugeordnet wurden, ausgegliedert und in andere Gattungen überführt.

## Merkmale
Die Gattung wird durch folgende Merkmalskombination charakterisiert: Die Fühler der Weibchen weisen drei Ringglieder (Anelli) auf, die der Männchen zwei, auf dem Propodeum befindet sich eine Struktur und das erste Gastertergit T1 ist verlängert. Der Hinterrand von T1 ist in zwei subanguläre Lappen entwickelt, oft zusammengefallen und stark verschmälert in Form eines Blattstiels. Das Propodeum weist eine kurze, aber deutliche Nackenpartie auf. Der mediane Kiel sowie die Falten (Plicae) sind nur vorne entwickelt. Außerdem besitzt das Propodeum eine schwache Costula.

## Verbreitung
Die Arten der Gattung sind hauptsächlich in der Alten Welt verbreitet, wo sie im tropischen Afrika, in Asien und in Westeuropa vorkommen. Anisopteromalus calandrae ist eine kosmopolitisch verbreitete Art.

## Lebensweise
Die Vertreter der Gattung Anisopteromalus sind hauptsächlich Ektoparasitoide von Käferlarven, darunter Blattkäfer (Chrysomelidae), Samenkäfer (Bruchinae), Nagekäfer (Anobiidae) und Curculionoidea, die gelagertes Getreide und Hülsenfrüchtlersamen (Schmetterlingsblütler (Faboideae) und Johannisbrotgewächse (Caesalpinioideae)) parasitieren. Einige Arten der Gattung Anisopteromalus konnten von Wirten aus den Schmetterlingsfamilien der Palpenmotten (Gelechiidae) und Zünsler (Pyralidae) gezüchtet werden.

## Systematik
Die Gattung umfasst etwa 6 Arten.
- Anisopteromalus apiovorus Rasplus, 1988
- Anisopteromalus calandrae (Howard, 1881)
- Anisopteromalus caryedophagus Rasplus, 1988
- Anisopteromalus ceylonensis Sureshan, 2010
- Anisopteromalus cornis Baur, 2014
- Anisopteromalus quinarius Gokhman & Baur, 2014